# Отсечение
Отсечение или клиппинг (англ. clipping) — метод оптимизации в рендеринге и компьютерной графике, когда компьютер прорисовывает только ту часть сцены, которая может находиться в поле зрения пользователя.
В двухмерной графике, если пользователь увеличил изображение и на экране осталась видна только небольшая часть, программа может сэкономить процессорное время и память и не прорисовывать те части изображения, которые остались «за кадром».
Аналогично, в трёхмерной графике, сцена может состоять из объектов (обычно треугольников), расположенных со всех сторон виртуальной камеры, но программе достаточно рендерить только те объекты, которые находятся в поле зрения. В трёхмерной графике, это нетривиальная задача. Для каждого треугольника в сцене требуется определить, входит он в поле зрения или нет. Если треугольник частично входит в поле зрения, то часть его придётся отсечь.

## Плоскость отсечения

Объём видимости определяется шестью плоскостями отсечения. Объекты Б и В вне объёма видимости и будут отсечены.

В OpenGL и Direct3D, объём видимости обычно имеет вид усеченной четырёхугольной пирамиды с виртуальной камерой в вершине, то есть ограничен шестью плоскостями. Эти плоскости называются плоскостями отсечения (англ. clipping planes). Наличие дальней (от зрителя) плоскости отсечения означает, что программа отсекает не только объекты, которые вне поля видимости, но и те, которые расположены слишком далеко от камеры. Вдобавок к стандартным шести, возможно определять и дополнительные плоскости отсечения; среди прочего, дополнительные плоскости применяются для того, чтобы рендерить объекты в разрезе.

## Алгоритмы
Существует несколько алгоритмов отсечения области отрисовки.
- Отсечение отрезков:
  - Алгоритм Коэна — Сазерленда
  - Алгоритм Кируса — Бека
  - Алгоритм Лианга — Барски
  - Быстрое отсечение[англ.]
  - Николла — Ли — Николла[англ.]

- Отсечение многоугольников:
  - Алгоритм Сазерленда — Ходгмана
  - Алгоритм Уайлера — Атертона